# Бистрани (Спишка Нова Вес)
Бистрани (слч. Bystrany) насељено је мјесто са административним статусом сеоске општине (слч. obec) у округу Спишка Нова Вес, у Кошичком крају, Словачка Република.

## Становништво
| Година:    | 1994. | 2004.    | 2014.    | 2024.    |
| ---------- | ----- | -------- | -------- | -------- |
| Број људи: | 2160  | 2734     | 3329     | 4052     |
| Разлика:   |       | +26,57 % | +21,76 % | +21,71 % |

| Година:    | 2023. | 2024.   |
| ---------- | ----- | ------- |
| Број људи: | 3997  | 4052    |
| Разлика:   |       | +1,37 % |

Према подацима о броју становника из 2011. године насеље је имало 3.212 становника.